# Manoir de Hautes-Roches
Le manoir de Hautes-Roches (parfois également Hauteroche) est un bâtiment situé au Pont, dépendant de la commune vaudoise de L'Abbaye, en Suisse.

## Histoire
L'édifice a été construit en 1912-1914, sans doute par Jean Campiotti, architecte d'origine tessinoise établi à la vallée de Joux, et par l'ingénieur français François Hennebique, à l'origine d'une technique renouvelée du béton armé. Le maître de l'ouvrage était le Parisien Maurice Bunau-Varilla, alors propriétaire du journal français Le Matin. Cet édifice présentait pour l'époque une architecture révolutionnaire. Il s'agit de l'une des premières habitations en béton armé du pays.
Le bâtiment est reconverti dans les années 1990 en centre pour requérants d'asile, avant d'être à nouveau désaffecté.
Le bâtiment est inscrit comme bien culturel suisse d'importance nationale.